# Bokura wa Minna Kawai-sō
Bokura wa Minna Kawai-sō (僕らはみんな河合荘 lit. "Todos somos del complejo kawai" o "Todos somos lamentables"?) es una serie de manga escrita por Ruri Miyahara, publicado en Shōnen Gahōsha seinen manga para la revista Young King OURs desde la edición de junio de 2010. Se ha recogido en seis volúmenes tankōbon a partir de noviembre de 2014. Fue adaptada a una serie animada para la televisión, producida por Brain's Base se emitió en Japón entre abril y junio de 2014.
La dirección fue de Shigeyuki Miya (Blood Lad, Aoi Bungaku Kokoro) bajo el estudio Brain’s Base. Los guiones son de Takeshi Konuta (Blood Lad, Toshokan Senshou) y la música de Matsuda Akito y Nijine (Chuunibyou demo Koi ga Shitai, Mashiro iro Symphony). Los diseños de personajes y la dirección de animación son responsabilidad de Shinichi Kurita (Arata Naru Sekai) y Yamanaka Junko (Kamisama Hajimemashita). El opening de la serie es de fhána.
[LEONAR]

## Argumento
Gracias a la transferencia del trabajo de sus padres, Usa Kazunari estudiante de primer año de preparatoria finalmente llega a disfrutar de la vida por su cuenta en el Complejo Kawai, una casa de huéspedes tradicional que ofrece alojamiento y comidas a sus residentes por parte de la amable y algo perturbadora dueña, Sumiko. Ritsu Kawai, apasionada lectora, nieta del hermano de Sumiko y la senpai que Usa admira, también vive en ese complejo, junto con unos pocos individuos "únicos", por ejemplo, su compañero de habitación masoquista, Shirosaki; la hermosa y alcohólica, Mayumi Nishikino que no tiene suerte en encontrar hombres; y la astuta, mujer universitaria depredadora Sayaka Watanabe. Rodeado de toda esta gente, Usa ya no encontrará su vida cotidiana aburrida.

## Personajes

### Complejo Kawai
Kazunari Usa (宇佐 和成 Usa Kazunari?)
Seiyū: Yūichi Iguchi
Kazunari es un estudiante de primer año de preparatoria que hizo un trato con sus padres, que iba a vivir en cualquier parte que ellos eligieran mientras tanto él pudiera salir de casa. Al principio él realmente odia vivir en el Complejo Kawai pero comienza a adaptarse. Él se enamora a primera vista de Ritsu, además es la razón por la que comenzó a leer libros, para que así ella pudiera interesarse en él. En el pasado fue nombrado "henshori" significado el manejable usa, que para él fue horrible.
Ritsu Kawai (河合 律 Kawai Ritsu?)
Seiyū: Kana Hanazawa
Ritsu es una chica tranquila y muy introvertida, es una estudiante de segundo año de preparatoria. Le encanta leer libros (estos tienden a influir en su personalidad) y no se expresa a menudo, pero es propensa a arrebatos de emoción cuando algo la divierte, conmueve o la avergüenza. A pesar de su actitud fría al principio, ella se empieza a encariñar con Usa, aunque ella todavía no se da cuenta.
Sumiko (住子?)
Seiyū: Sanae Kobayashi
La gerente del Complejo Kawai y la hermana del abuelo de Ritsu. Ella parece sonriente y bastante alegre todo el tiempo, excepto cuando algunos residentes (Mayumi y Sayaka, en especial) rompen el orden del complejo, sacando un lado oscuro, ocultado por su sonrisa. Cada vez que nuestros personajes se deprimen les cocina su comida favorita.
Shirosaki (城崎?)
Seiyū: Go Shinomiya
Compañero de cuarto de Usa, separados por una cortina. Es conocido por ser un masoquista, además de su afición por escribir novelas. Él se avergüenza de hablar de ello ya que es modesto con respecto a ese tema y actividades recreativas. Durante la serie, conoce a una niña llamada Chinatsu, la cual Shiro ve como una potencial sádica.
Mayumi Nishikino (錦野 麻弓 Nishikino Mayumi?)
Seiyū: Rina Satō
Una mujer que trabaja, que tiene mala suerte con los hombres y siempre es ruda con todos. Generalmente Shiro y Usa son objeto de sus ataques y provocaciones. Le molesta la actitud y bromas de Sayaka hacia ella. Su pasatiempo era componer temas para su pareja, además de maldecir parejas durante varias épocas del año (San Valentin, por ejemplo)
Sayaka Watanabe (渡辺 彩花 Watanabe Sayaka?)
Seiyū: Hisako Kanemoto
Una estudiante universitaria. Dulce en el exterior, pero le gusta causar problemas a los demás. Le encanta acariciar a Mayumi, aunque la moleste. Además de ser una manipuladora cuando lo desee, bromeando a Usa y Ritsu generalmente.

## Banda sonora

### Tema de apertura
"Itsuka no, Ikutsuka no Kimi to no Sekai (いつかの、いくつかのきみとのせかい)" by fhána

### Tema de cierre
"My Sweet Shelter" by Ritsu Kawai (CV: Kana Hanazawa), Mayumi Nishikino (CV: Rina Satou), Sayaka Watanabe (CV: Hisako Kanemoto)